# Salamanca (locomotora)
La Salamanca va ser la primera locomotora de vapor d'èxit comercial, construïda el 1812 per Matthew Murray de Holbeck, per al ferrocarril de Middleton Railway entre Middleton i Leeds, Anglaterra i va ser 17 anys anterior a la Rocket de Stephenson. Va ser la primera en tenir dos cilindres. Va rebre el nom de la victòria del duc de Wellington a la batalla de Salamanca que es va lliurar aquell mateix any.
La Salamanca també va ser la primera locomotora de cremallera, utilitzant el disseny patentat de John Blenkinsop per a la propulsió de cremallera. Un sol bastidor passava fora de les vies de via estreta i estava enganxat per una gran roda dentada al costat esquerre de la locomotora. La roda dentada era impulsada per cilindres bessons incrustats a la part superior de la caldera central del fum. Es va descriure que la classe tenia dos cilindres de 8 "× 20" que conduïen les rodes a través de manivelas. Les creus dels pistons lliscaven sobre guies, en lloc de ser controlades per un enllaç de moviment paral·lel com la majoria de les primeres locomotores. Els motors van durar fins a vint anys de servei.

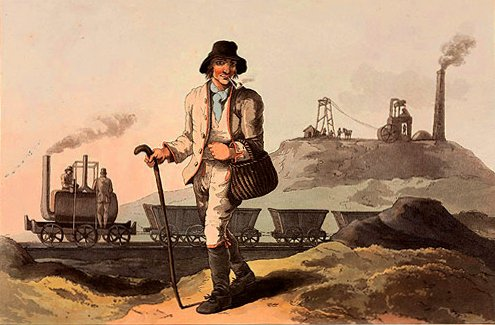
The Collier, aquarel·la de George Walker, 1813

Apareix en una aquarel·la de George Walker (1781 – 1856), la primera pintura d'una locomotora de vapor. Es van construir quatre locomotores per al ferrocarril. La Salamanca va ser destruïda sis anys després, quan va explotar la seva caldera. Segons George Stephenson, que va donar testimoni davant una comissió del Parlament, el conductor havia manipulat la vàlvula de seguretat de la caldera.
La Salamanca és probablement la locomotora a què es refereix l'edició de setembre de 1814 d' Annals of Philosophy : "Fa un temps una màquina de vapor es va muntar sobre rodes a Leeds, i es va fer moure per una via de ferrocarril per mitjà d'una roda de cremallera, arrossegant darrere seu, una sèrie de vagons carregats de carbó”. L'article continua esmentant una locomotora de cremallera a una milla al nord de Newcastle (Blücher a Killingworth) i una sense roda de cremallera (probablement Puffing Billy a Wylam).
Una maqueta de la locomotora, construïda per Murray el 1811, forma part de la col·lecció conservada al Museu Industrial de Leeds. És el model de locomotora més antic del món.